# Krzysztof Piątek
Krzysztof Piątek [ˈkʂɨʂtɔf ˈpʲɔntɛk] (* 1. Juli 1995 in Dzierżoniów) ist ein polnischer Fußballspieler. Er begann seine Karriere 2012 im polnischen Amateurfußball und stieg im Jahr darauf in die polnische Profiliga Ekstraklasa auf. 2018 ging er für anderthalb Jahre nach Italien, wo er ebenfalls für zwei Erstligisten aktiv war. Der polnische Nationalspieler wechselte im Juli 2023 zu Istanbul Başakşehir FK.

## Karriere

### Anfänge und Durchbruch in der Heimat
Piątek begann seine Karriere bei den Vereinen Niemczanka Niemcza, Dziewiątka Dzierżoniów und Lechia Dzierżoniów in seiner Heimatstadt. Im Jahr 2012 kam er im Alter von 17 Jahren erstmals in der ersten Mannschaft des letztgenannten Klubs zum Einsatz und absolvierte insgesamt sechs Partien in unterklassigen Ligen. Im Jahr darauf wechselte er zu Zagłębie Lubin. Erst zum Ende der Saison 2013/14 kam er zu seinem Debüt im Profifußball: Am 18. Mai 2014 kam er in der Ligapartie gegen KS Cracovia durch eine Einwechselung zu seinem ersten Einsatz.
Zagłębie Lubin stieg am Ende der Saison in die zweitklassige 1. Liga ab. Dem Verein gelang der direkte Wiederaufstieg, wobei sich Piątek mit acht Toren am ersten Platz seiner Mannschaft beteiligte. Nach dem Aufstieg spielte er in 33 Ligapartien und erzielte dabei sechs Treffer. Noch zu Beginn der Saison 2016/17 lief Piątek in fünf Ligaspielen für Lubin auf und erzielte einen Treffer. Anschließend wechselte er zum Ligakonkurrenten KS Cracovia. In seiner ersten Spielzeit für den Verein gelangen ihm elf Tore in 27 Spielen. In der anschließenden Saison gelang Piątek dann endgültig der Durchbruch, als er in 36 Ligapartien insgesamt 21-mal traf.

### Wechsel in die Serie A
Durch seine Leistungen machte Piątek unter anderem den italienischen Erstligisten CFC Genua auf sich aufmerksam, der ihn zur Spielzeit 2018/19 verpflichtete. Sein Debüt gab er am 11. August 2018 in der dritten Runde des italienischen Pokals gegen die US Lecce in der Startformation. Dabei schoss er beim 4:0-Sieg seiner Mannschaft alle Treffer der Partie in der ersten Halbzeit; einhergehend gelang ihm nach 18 Spielminuten mit seinem dritten Tor ein lupenreiner Hattrick. In der 60. Minute wurde er gegen Luca Mazzitelli ausgewechselt. In der vierten Runde des Wettbewerbs war Piątek mit zwei Treffern erneut erfolgreich; seine Mannschaft musste sich dort jedoch Virtus Entella im Elfmeterschießen geschlagen geben. Im Ligawettbewerb erzielte er in seinen ersten sieben Einsätzen insgesamt neun Tore – darunter in jeder dieser Partien mindestens eines – und beendete die Hinrunde mit 13 Treffern aus 19 Spielen. Damit kam er für den CFC Genua in 21 Pflichtspielen zu 19 Toren.
Am 23. Januar 2019 wechselte Piątek zum Ligakonkurrenten AC Mailand. Er erhielt einen Vertrag mit einer Laufzeit bis zum 30. Juni 2023. Im Pokalspiel gegen die SSC Neapel erzielte Piątek am 29. Januar beim 2:0-Heimsieg seiner Mannschaft beide Tore der Partie und damit seine ersten Pflichtspieltreffer für die AC Mailand, wodurch seine Mannschaft das Halbfinale des Wettbewerbs erreichte, in dem man an Lazio Rom scheiterte. Bis zum Saisonende kam Piątek in allen Spielen seines Vereins zum Einsatz. Er erzielte insgesamt elf Tore in 21 Spielen sowie vereinsübergreifend 30 in 42 Partien. Die AC Mailand belegte den fünften Tabellenplatz in der Liga. In der folgenden Saison verteidigte Piątek zwar seinen Stammplatz, konnte an die Leistung der vergangenen jedoch nicht anknüpfen. Die schwankenden Leistungen der AC Mailand, die nach der Hinrunde nur den zwölften Tabellenplatz belegte, griffen auch auf Piątek über, der lediglich auf sechs Scorerpunkte (fünf Tore, eine Vorlage) in 20 Spielen kam. Nach der Verpflichtung des 38-jährigen Zlatan Ibrahimović zum Jahreswechsel büßte Piątek auch seinen Stammplatz ein und kam im Januar nur noch zu zwei von fünf möglichen Einsätzen.

### Hertha BSC, AC Florenz und US Salernitana
Ende Januar 2020 wechselte er nach Deutschland in die Bundesliga zu Hertha BSC; er wurde „langfristig unter Vertrag genommen“. Unter dem Cheftrainer Jürgen Klinsmann und dessen Nachfolger Alexander Nouri war Piątek auf Anhieb Stammspieler. Bis die Saison im März aufgrund der COVID-19-Pandemie unterbrochen werden musste, war er in 6 Ligaspielen (5-mal von Beginn) zum Einsatz gekommen und hatte ein Tor erzielt. Da sich Hertha zu diesem Zeitpunkt im Abstiegskampf befand, wurde während der knapp zweimonatigen Pause Bruno Labbadia als neuer Cheftrainer verpflichtet. Unter Labbadia stabilisierte sich die Mannschaft und schloss die Saison im gesicherten Mittelfeld ab. In den ersten 5 Spielen unter Labbadia wurde Piątek hinter Vedad Ibišević nur eingewechselt, wobei er als Joker 2 Tore erzielte. In den letzten 4 Spielen der Saison 2019/20 stand der Stürmer neben oder anstelle von Ibišević jeweils in der Startelf und konnte ein weiteres Tor erzielen. Insgesamt kam er somit auf 15 Bundesligaeinsätze (9-mal von Beginn), in denen er 4 Tore erzielte.
In der Hinrunde 2021/22 konnte er weder unter Pal Dardai noch unter Tayfun Korkut sich einen Stammplatz erspielen. In 9 Einsätzen (4-mal von Beginn) konnte er einen Treffer erzielen. Anfang Januar 2022 kehrte Piątek nach Italien zurück und wechselte bis zum Ende der Saison 2021/22 zur AC Florenz, die anschließend über eine Kaufoption verfügte. Bis zum Saisonende kam er 14-mal in der Serie A zum Einsatz und erzielte 3 Tore.
Während der Sommervorbereitung 2022 kehrte der Pole zu Hertha BSC zurück. Anfang September wechselte er leihweise wieder nach Italien und schloss sich der US Salernitana an.

### Wechsel in die Türkei
Im Sommer 2023 wechselte er in die Türkei und er schloss sich dem Erstligisten Istanbul Başakşehir FK an.

### Nationalmannschaft

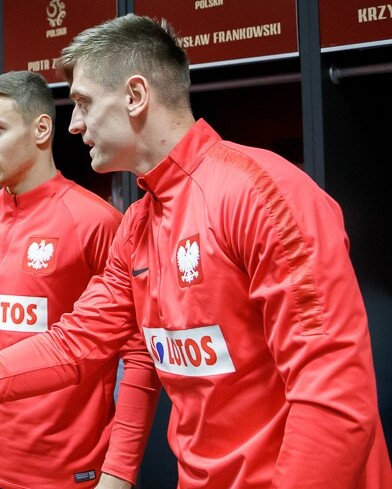
Piątek (2019)

Für die U21 Polens stand Piątek bei der EM 2017 auf dem Feld, die Mannschaft schied in der Gruppenphase aus.
Seit Sommer 2018 steht der Stürmer im Kader der A-Auswahl. Mit acht Siegen aus zehn Qualifikationsspielen erreichte er mit Polen als Gruppenerster die Endrunde der Europameisterschaft 2020.

## Erfolge
- Torschützenkönig der Coppa Italia: 2018/19 (8 Tore)